# Тихон (Шевкунов)
Митрополи́т Ти́хон (в миру Гео́ргий Алекса́ндрович Шевкуно́в; род. 2 июля 1958, Москва) — епископ Русской православной церкви; митрополит Симферопольский и Крымский, глава Крымской митрополии (с 11 октября 2023 года). С 1995 по 2018 год был наместником Сретенского монастыря в городе Москве. Кандидат исторических наук (2024).
Председатель Патриаршего совета по культуре. Сопредседатель Церковно-общественного совета по защите от алкогольной угрозы. Церковный писатель, сценарист. Является главным редактором интернет-портала Православие.Ru. По результатам первых трёх месяцев 2023 года стал самым издаваемым автором книг на российском рынке.

## Биография

### До епископства
Родился в Москве 2 июля 1958 года в неполной семье: мать — Шевкунова, Елена Анатольевна (1924—2007), микробиолог. Согласно его утверждению, среди его родственников были греки: Кузьма Христофорович и Кириакия Анастасовна Папандопуло, жившие в 1920-х годах в Геленджике, репрессированные как кулаки.
В 1982 году окончил сценарный факультет Всесоюзного государственного института кинематографии по специальности «литературная работа». По окончании вуза принял крещение и поступил в Псково-Печерский монастырь трудником, затем послушником. Духовником его стал архимандрит Иоанн (Крестьянкин).
С августа 1986 года работал в издательском совете Московского патриархата под руководством митрополита Питирима (Нечаева), который, как вспоминал архимандрит Тихон в своей речи по поводу наречения во епископа, «открыл … совершенно новую московскую церковную жизнь, где в храмах и в казённых кабинетах синодальных учреждений мне посчастливилось встретить удивительных самоотверженных и скромных тружеников Церкви, которые в самые сложные богоборческие десятилетия нашей истории жертвенно служили делу сохранения в народе слова Божиего».
2 июля 1991 года в Донском монастыре Москвы пострижен в монашество с именем Тихон, в честь святителя Тихона, патриарха Московского. Стал первым постриженником возрождённой обители. 18 июля патриархом Алексием II рукоположён в сан иеродиакона, а 18 августа — в сан иеромонаха.
В период служения в Донском монастыре участвовал в обретении мощей патриарха Тихона.
В 1993 году назначен настоятелем московского подворья Псково-Печерского монастыря, которое расположилось в бывшем Сретенском монастыре на Большой Лубянке.
16 июля 1995 года решением Священного синода назначен наместником возрождённого Сретенского мужского монастыря, в связи с чем 8 сентября в Сретенском монастыре патриарх Алексий II возвёл его в сан игумена.
8 сентября 1998 года в Сретенском монастыре патриархом Алексием II возведён в сан архимандрита.
В 1999 году стал ректором новообразованного Сретенского высшего православного монастырского училища, преобразованного в 2002 году в Сретенскую духовную семинарию.
В августе 2000 года вместе с предпринимателем Сергеем Пугачёвым сопровождал президента Владимира Путина в частной поездке в Псково-Печерский монастырь.
В ноябре 2002 года был одним из четырёх сопредседателей II конференции «История Русской православной церкви в XX веке», прошедшей в Синодальной библиотеке Андреевского монастыря в Москве.
В сентябре 2003 года сопровождал главу государства в США, где Путин передал приглашение патриарха Алексия II первоиерарху Русской православной церкви заграницей митрополиту Лавру посетить Россию.
В 2004 году экстерном закончил Сретенскую духовную семинарию.
С 1 сентября по 3 октября 2007 года участвовал в поездке делегации РПЦ по епархиям РПЦЗ в рамках торжеств по поводу восстановления канонического единства РПЦЗ и Московского патриархата.
13 октября 2009 года участвовал в освящении восстановленного Успенского храма на территории посольства Российской Федерации в Пекине.
5 марта 2010 года решением Священного синода назначен ответственным секретарём Патриаршего совета по культуре.
С 31 мая 2010 года — руководитель комиссии по взаимодействию Русской православной церкви с музейным сообществом.
С 22 марта 2011 года — член Высшего церковного совета Русской православной церкви.
29 февраля 2012 года во Владимирском соборе Сретенского монастыря патриархом Кириллом поставлен во игумена монастыря со вручением игуменского посоха.

### Епископское служение
22 октября 2015 года решением Священного синода избран викарием Московской епархии с титулом «Егорьевский».
23 октября 2015 года в соборе Введения во храм Пресвятой Богородицы Введенского ставропигиального мужского монастыря Оптина пустынь состоялось наречение архимандрита Тихона во епископа Егорьевского, наречение возглавил патриарх Кирилл.
24 октября 2015 года в соборе в честь Казанской иконы Божией Матери Казанской Амвросиевской ставропигиальной женской пустыни в Шамордине состоялась хиротония архимандрита Тихона во епископа Егорьевского; хиротонию совершили Патриарх Московский и всея Руси Кирилл, митрополит Волоколамский Иларион (Алфеев), митрополит Калужский и Боровский Климент (Капалин), митрополит Саратовский и Вольский Лонгин (Корчагин), архиепископ Песоченский и Юхновский Максимилиан (Лазаренко), архиепископ Сергиево-Посадский Феогност (Гузиков), епископ Солнечногорский Сергий (Чашин), епископ Козельский и Людиновский Никита (Ананьев).
29 октября 2015 года распоряжением патриарха Кирилла назначен управляющим Западным викариатством города Москвы.
14 апреля 2016 года указом патриарха Кирилла назначен настоятелем московского храма Живоначальной Троицы у Салтыкова моста.
1 февраля 2017 года решением Священного синода включён в состав созданного тогда же организационного комитета по реализации программы общецерковных мероприятий к 100-летию начала эпохи гонений на Русскую православную церковь.
Главный редактор радиостанции «Эхо Москвы» Алексей Венедиктов в 2017 году публично утверждал, что, по имеющейся у него инсайдерской информации, епископ Тихон может быть в скором времени назначен настоятелем Исаакиевского собора, затем — митрополитом Санкт-Петербургским и постоянным членом Священного синода, что открывает ему дорогу к избранию Патриархом Московским и всея Руси. Комментируя данное предположение, епископ Тихон, обеспокоенный многочисленными обращениями к нему по поводу возможного развития карьеры, разъяснил, что по уставу РПЦ «патриархом может быть избран только архиерей, не менее пяти лет самостоятельно управляющий епархией». Епископ Тихон же является не правящим епископом, а викарием патриарха, самостоятельно он никогда не управлял епархией. По сложившейся в Русской православной церкви традиции, все епископы, избранные патриархами на Соборах, начиная с восстановления патриаршества в России в 1917 году, до своего избрания в предстоятели самостоятельно управляли епархиями от 20 до 40 лет.
14 мая 2018 года решением Священного синода назначен правящим архиереем Псковской епархии, главой Псковской митрополии с сохранением за ним должности председателя Патриаршего совета по культуре
17 мая 2018 года, в праздник Вознесения Господня, за литургией в храме Христа Спасителя города Москвы патриархом Московским Кириллом на малом входе возведён в сан митрополита в связи с назначением главой Псковской митрополии.
19 мая 2018 года распоряжением патриарха Кирилла освобождён от должности наместника Сретенского монастыря города Москвы и должности ректора Сретенской духовной семинарии; на обоих постах его сменили клирики Сретенского монастыря: иеромонах Иоанн (Лудищев) был назначен и. о. наместника Сретенской обители, а иеромонах Силуан (Никитин) — и. о. ректора Сретенской духовной семинарии. 20 мая, в преддверии своего отъезда в Псковскую митрополию, совершил литургию в Сретенском монастыре и простился со своей московской паствой и монастырём. 21 мая он прибыл во Псков, где был встречен главой города Иваном Цецерским.
По собственному признанию: «В Псковской епархии есть замечательные священники, но прихожан в храмах значительно меньше, чем других исконно православных областях России. Не буду вдаваться во все причины. Но одна из казалось бы технических проблем епархии — отсутствие у большей части храмов приходских домов. На самом деле это не просто хозяйственная необходимость: и воскресная школа, и огласительные курсы, и училища, и беседы о Священном Писании, и молодёжные встречи — это и многое другое составляет жизнь православной общины»
14 июля 2018 года решением Священного синода назначен «священноархимандритом и игуменом» Псково-Печерского монастыря. «Жизнь вынудила нас упорядочить работу экскурсионных служб. Во Пскове, в Печорах есть профессиональные экскурсоводы. Но есть и чрезвычайно активные энтузиасты без квалификации, вы бы слышали, какую околесицу они несут! Совместно с Псковским университетом мы ввели государственное лицензирование экскурсоводов. Вначале это воспринималось чуть ли не как вопиющее покушение мракобесов на священную свободу слова. Но комиссия по лицензированию действовала в полном соответствии с существующим законодательством, и к тому же мы никого не ограничивали: все желающие могли сдать экзамен, был бы должный уровень. Зато теперь посетителям монастыря больше не морочат головы нелепыми россказнями».
24 августа 2023 года решением Священного синода РПЦ освобождён от должности и. о. ректора Псково-Печерской духовной семинарии.
11 октября 2023 года назначен митрополитом Симферопольским и Крымским, главой Крымской митрополии, с освобождением его от управления Псковской митрополией и от сопутствующих должностей в Псковской епархии и «выражением благодарности за понесённые труды». 21 октября того же года в Александро-Невском соборе Симферополя был встречен крымским духовенством и мирянами, а также почисленным на покой митрополитом Лазарем и руководством Республики Крым. В своём выступлении после молебна сказал, среди прочего, для СМИ: «Владимир Владимирович поручил мне продумать, что здесь можно сделать достойного, интересного и важного, важного для людей на основе вот этого бесценного сокровища — Херсонеса.»
30 мая 2024 года назначен священноархимандритом Свято-Климентовского Инкерманского мужского монастыря города Севастополя.
25 июля 2024 года назначен временно управляющим Феодосийской епархией.
24 декабря 2024 года в Московском государственном университете защитил диссертацию «Крушение Российской империи: факторы взаимоотношений власти и общества» на соискание учёной степени кандидата исторических наук.
В конце февраля 2025 года ФСБ РФ заявила, что арестовала в Москве 2-х человек, которых она обвинила в подготовке покушения на него по заданию служб Украины; представитель ГУР Украины отверг обвинения.

## Общественная деятельность

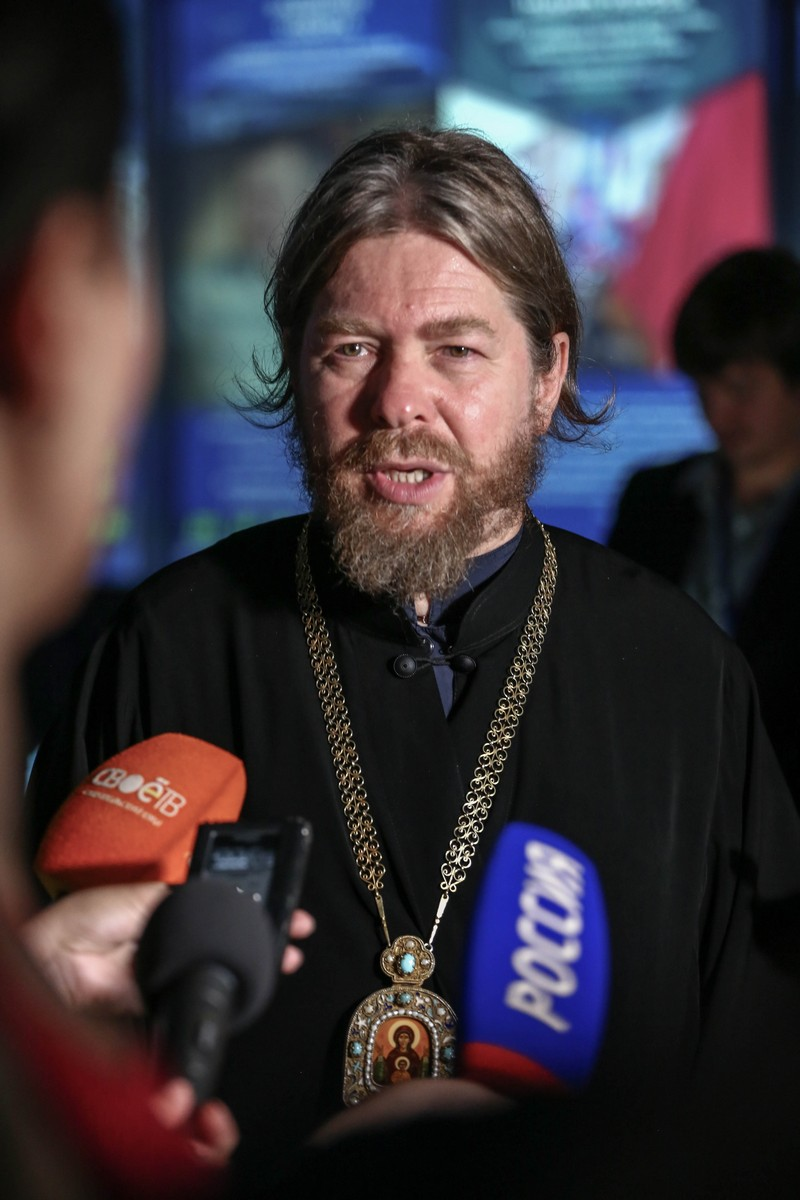
Епископ Тихон (Шевкунов) на открытии музейно-выставочного комплекса «Россия — моя история» в Ставрополе. 5 сентября 2017 года

В период с 1998 по 2001 год с братией Сретенского монастыря неоднократно выезжал в Чечню с гуманитарной помощью для православных жителей региона, в первую очередь города Грозного.
С 2000-х годов имеет репутацию близкого к Кремлю человека и духовника́ Владимира Путина, с которым, по опубликованным свидетельствам, его познакомил генерал-лейтенант КГБ СССР в отставке Николай Леонов, а согласно утверждению Сергея Пугачёва, — именно он в 1996 году. В 2017 году так ответил на вопрос «Ведь вы же не опровергаете, что вы — духовник Путина?»: «Я уже не раз говорил, что по вопросам христианства, православия Владимир Владимирович Путин имеет возможность консультироваться с немалым числом компетентных людей — от Святейшего патриарха до простых священников и мирян. В числе таких священников и ваш покорный слуга, это действительно так. Президент регулярно бывает на Валааме, общается с известными духовниками Афона. <…>»
Принял активное участие в процессе воссоединения Русской православной церкви с РПЦЗ. Входил в состав комиссии Московского патриархата по диалогу с Русской зарубежной церковью (комиссия работала с декабря 2003 года по ноябрь 2006 года и подготовила, в том числе, Акт о каноническом общении).
С 1999 года — действительный член РАЕН.
С марта 2001 года — председатель монастырского хозяйства — сельскохозяйственного производственного кооператива «Воскресение» в деревне Слободке Михайловского района Рязанской области.
Архимандрит Тихон является сопредседателем Церковно-общественного совета по защите от алкогольной угрозы. Автор социального антиалкогольного проекта «Общее дело», запущенного в 2009 году.
Член попечительского совета благотворительного Фонда Святителя Василия Великого.
Указом Президента Российской Федерации от 15 марта 2010 года утверждён членом Совета при Президенте Российской Федерации по культуре и искусству.
11 августа 2015 года вошёл в состав образованного тогда же Экспертно-консультативного совета при Главе Республики Крым.
В 2019 году стал членом общественного совета при Комитете по культуре Государственной думы РФ.
Глава общественного совета Росалкогольрегулирования.
5 июля 2021 года выступил с видеообращением, агитирующим россиян за скорейшую вакцинацию против Covid-19.

## Взгляды
По мнению Андрея Кураева Шевкунов имеет «прогосударственные, антизападные взгляды».
Религиовед и церковно-общественный деятель Сергей Чапнин отмечает что Шевкунов «один из идеологов, формировавших образ Запада как врага России и православия».
Говоря о нападении России на Украину Шевкунов транслировал нарративы российской антиукраинской пропаганды, заявив что «мы там воюем с диким, страшным, инфернальным фашизмом, с нацистами». Также Шевкунов считает что причиной вторжения на Украину являются «жизненные показания» и президент не начал бы войну «при иных жизненных обстоятельствах», сравнив при этом Путина с Петром I.

## Санкции
19 октября 2022 года, из-за нападения России на Украину, Шевкунов внесён в санкционный список Украины, так как он «пропагандирует и поддерживает агрессивную войну против Украины через религиозные структуры и вмешательство во внутрицерковные дела Украины».
Ранее Шевкунов был внесён ФБК в список поджигателей войны как «российский пропагандист», с предложением введения против него международных санкций.

## Деятельность в сфере культуры
Во время работы в Издательском совете Московского патриархата принимал участие в подготовке празднования тысячелетия крещения Руси. Являлся консультантом и автором сценариев первых фильмов о духовной истории России.
Член редколлегии журнала «Русский дом».
Автор фильма «Сказы матушки Фроси о монастыре Дивеевском» (1989), рассказывающего об истории Дивеевского монастыря в советские годы.
Автор фильма «Псково-Печерская обитель», получившего в ноябре 2007 года гран-при на XII Международном фестивале православного кино и телепрограмм «Радонеж» (Ярославль).
Автор показанного 30 января 2008 года на телеканале «Россия» фильма «Гибель империи. Византийский урок», получившего в 2008 году премию «Золотой орёл» и вызвавшего общественный резонанс и дискуссию.
Автор книги «„Несвятые святые“ и другие рассказы» (2011), представляющей собой сборник реальных историй из жизни людей, которых он знал лично. Книга стала бестселлером, тираж её превысил миллион экземпляров, а на начало 2019 года составил 3 000 000 экземпляров.

### Межсоборное присутствие
Митрополит Тихон является членом комиссий Межсоборного присутствия Русской православной церкви по вопросам церковного права (секретарь), по вопросам богослужения и церковного искусства, по вопросам организации церковной миссии, по вопросам организации жизни монастырей и монашества.

## Награды

### Церковные награды
- Орден святого равноапостольного великого князя Владимира III степени (13 апреля 2008) — во внимание к трудам в деле восстановления единства с Русской Зарубежной Церковью[80].
- Орден Святого благоверного великого князя Александра Невского II степени (6 декабря 2021) — во внимание к помощи и трудам по проведению юбилейных торжеств по празднованию 800-летия со дня рождения благоверного князя Александра Невского[81].
- Орден преподобного Сергия Радонежского II степени (2 июля 2008) — во внимание к усердному служению и в связи с 50-летием со дня рождения[82].
- Орден преподобного Сергия Радонежского III степени (26 февраля 2019) — в связи с 10-летием Поместного Собора и интронизации Предстоятеля Русской Православной Церкви[83].
- Орден святого благоверного князя Даниила Московского I степени (25 мая 2017) — во внимание к трудам по строительству храма Воскресения Христова и Новомучеников и исповедников Церкви Русской[84].
- Орден преподобного Нестора Летописца I степени (УПЦ МП, январь 2010) — за заслуги перед Украинской Православной Церковью в деле развития православного информационного пространства, реализацию совместных церковных информационных и издательских проектов[85][86].

### Светские награды
- Орден «За заслуги перед Отечеством» II степени (18 ноября 2024) — за большой вклад в возведение музейно-храмового комплекса «Новый Херсонес», сохранение духовных и культурных традиций[87].
- Орден «За заслуги перед Отечеством» IV степени (8 июля 2022) — за большой вклад в подготовку и проведение мероприятий, посвящённых 800-летию со дня рождения князя Александра Невского[88].
- Орден Дружбы (3 мая 2007) — за заслуги в сохранении духовных и культурных традиций, большой вклад в развитие сельского хозяйства[89][90].
- Благодарность Президента Российской Федерации (25 августа 2021) — за большой вклад в подготовку и проведение общественно значимых мероприятий[91].
- Премия Правительства Российской Федерации 2015 года в области культуры (17 декабря 2015) — за цикл выставок в рамках культурно-просветительского проекта «Моя история»[92].
- Почётный гражданин Псковской области (30 ноября 2023).
- Памятная золотая медаль Сергея Михалкова (22 декабря 2015, Российский фонд культуры)[93].
- Национальная премия «Имперская культура» имени Эдуарда Володина за 2008 год[94].
- Национальная премия имени П. А. Столыпина «Аграрная элита России»[95] в номинации «Эффективный собственник земли» и особый знак «За духовное возрождение села» (2003)[96].
- Премия «Лучшие книги и издательства года»[97] (2006) — за издание религиозной литературы[98].
- Премия газеты «Известия» «Известность» (2008)[99].
- Лауреат национальной премии «Человек года» за 2007[100], 2008[101] и 2013 годы[102].
- Литературные премии 2012 года:
  - «Книга года» в номинации «Проза»[103];
  - «Книжная премия Рунета» в номинациях «Лучшая книга Рунета» (выбор пользователей) и «Бестселлер „Озон.ру“» (как самый продаваемый автор)[104];
  - Финалист литературной премии «Большая книга», занял первое место по итогам читательского голосования[105][106].
- Большая литературная премия России (2016).
- Всероссийская литературная премия имени Н. С. Лескова «Очарованный странник» (2017)[107].
- Национальная премия «Лучшие книги, издательства, проекты» в номинации «История Русской Православной Церкви» (2023)[108][109].

## Публикации
Статьи
- Не участвуйте в делах тьмы // Журнал Московской Патриархии. 1989. — № 12. — C. 44—47.
- Возрождение Дивеева // Журнал Московской Патриархии. 1990. — № 8. — C. 32—33.
- Спасительный источник // Московский церковный вестник. 1992. — № 4. — С. 2.
- Невидимая брань // Дороги, ведущие в ад. Православная церковь об оккультизме / Сост. А. Раков. — СПб.: Сатисъ, 1996.
- Болезнь протеста против Церкви // Современное обновленчество — протестантизм «восточного обряда». — М., 1996. — С. 264—265.
- Предисловие // Третьяков Н. Н. Образ в искусстве: Основы композиции. — Козельск: Изд-во Введенской Оптиной Пустыни, 2001. — 261 c.
- Нерешенные проблемы прошлого: докл. на ХIV Рождественских чтениях // Радонеж. — 2006. — № 3. — С. 4.
- Благодатный старец // Церковный вестник. — 2006. — № 3. — С. 10—11.
- Гибель Византии: 29 мая, 1453 год // Русский дом. 2008. — № 5. — C. 18—21.
- Настоящее Божие дело: [Подписание Акта о канонич. общении между Москов. Патриархатом и Русс. Зарубеж. Церковью] // Православие и современность. — 2008. — № 7. — С. 24—26.
- Проповедь в Праздник Покрова Пресвятой Богородицы // Православный вестник. — 2009. — № 10. — С. 7—8.
- «Вы даже не представляете, что такое — монастырь!» // Наш современник. 2011. — № 4. — С. 3—17.
- «Проверяется и версия ритуального характера убийства» // Русский дом. 2017. — № 5 — С. 30—33.
- Алкоголь в нокдауне (г. Москва, 27 декабря 2019 г.) // Русский дом. — 2020. — № 2. — С. 6—7.
- Старец Павел (Груздев) о карантине // Москва. 2020. — № 8. — С. 236.
- Рыцарь России // Русский дом. 2022. — № 6. — С. 4—5.

Книги
- Батюшка Серафим. — Москва : Сретенский монастырь, 1999. — 32 с.
  - Батюшка Серафим / художник Т. Нарская. — Москва : Сретенский монастырь, 2001. — 32 с.
  - Батюшка Серафим. — Москва : Моск. Сретенский монастырь : Псково-Печер. Успен. монастырь, 2002. — 32 с.
  - Батюшка Серафим. — 5-е изд. — Москва : Изд-во Сретенского мон., 2011. — 32 с. — ISBN 978-5-7533-0623-4
  - Батюшка Серафим. — 6-е изд. — Москва : Изд-во Сретенского мон., 2012. — 32 с. — ISBN 978-5-7533-0711-8
  - Батюшка Серафим. — 7-е изд. — Москва : Изд-во Сретенского монастыря, 2016. — 31 с. — ISBN 978-5-7533-1257-0. — 5000 экз.
- Лик православия. — Верхняя Пышма : Ур. гор.-металлург. компания, 2002. — 311, [9] с. — ISBN 5-93221-033-8
- Гибель империи. Византийский урок : сценарий фильма. — Москва : Эксмо, cop. 2008 (Ульяновск : Ульяновский Дом печати). — 237, [2] с. : цв. ил., портр.; 20 см; ISBN 978-5-699-30886-6
  - Гибель империи. Византийский урок [авт. сценария архим. Тихон (Шевкунов)]. — 2-е изд. — Москва : Издательство Сретенского монастыря, 2009. — 240 с. : цв. ил., портр.; ISBN 978-5-7533-0475-9
  - Гибель империи. Византийский урок [авт. сценария архим. Тихон (Шевкунов)]. — 3-е изд. — Москва : Издательство Сретенского монастыря, 2013. — 240 с. : цв. ил., портр.; ISBN 978-5733-0864-1
- «Несвятые святые» и другие рассказы. — М.: Сретенский монастырь, ОЛМА Медиа Групп, 2011. — 640 с. — ISBN 978-5-373-04582-7.
  - 28 переизданий по состоянию на 2025 год. См. Несвятые святые#Издания на русском языке.
- С Божьей помощью возможно всё! О Вере и Отечестве. («Коллекция Изборского клуба»). — М.: Книжный мир, 2014. — 368 с. — ISBN 978-5-8041-0696-7
- Церковный древлехранитель: методическое пособие по сохранению памятников церковной архитектуры и искусства / [Тихон (Шевкунов), епископ Егорьевский, С. А. Анохина, А. Л. Баталов и др.]. — Изд. 2-е, испр. и доп. — М.: Издательство Сретенского монастыря, 2017. — 309 с. — ISBN 978-5-7533-1345-4. — 3000 экз.
- Великий наместник: из книги «Несвятые святые». — Печоры : Издательство Псково-Печерского монастыря ; Москва : Традиция, 2019. — 63 с. : ил., портр.; 17 см; ISBN 978-5-604-16952-9 : 5000 экз.
- Отец Иоанн: из книги «Несвятые святые». — Печоры : Издательство Псково-Печерского монастыря ; Москва : Издательство фонда «Традиция», 2019. — 78 с. — ISBN 9758-5-6041696-3-6. — 5000 экз.
- Архимандрит Серафим. Архимандрит Нафанаил: из книги «Несвятые святые». — Москва : Вольный странник ; Печоры : Традиция ; 2019. — 69, [2] с. : ил., портр.; 17 см. — (Несвятые святые).; ISBN 978-5-604-16884-5 : 5000 экз.
- Твое Воскресение: цитаты из проповедей и бесед: из слов, сказанных от Пасхи до Троицы / составитель Елева Зубкова. — Печеры : Свято-Успенский Псково-Печерский монастырь ; Москва : Вольный странник, 2022 (Ульяновск). — 318 с. — ISBN 978-5-00-178107-3. — 5000 экз.
  - Твое Воскресение: цитаты изх проповедей и бесед: из слов, сказанных от Пасхи до Троицы / составитель Елева Зубкова. — 2-е изд. — Печоры : Свято-Успенский Псково-Печерский монастырь ; Москва : Вольный странник, 2022. — 318 с. — ISBN 978-5-00-178113-4. — 7000 экз
  - Твое Воскресение : цитаты из проповедей и бесед: из слов, сказанных от Пасхи до Троицы / составитель Елена Зубкова. — 3-е изд. — Печоры : Свято-Успенский Псково-Печерский монастырь ; Москва : Вольный странник, 2023. — 318 с. — ISBN 978-5-00-178149-3. — 7000 экз.
  - Твое Воскресение: цитаты из проповедей и бесед: из слов, сказанных от Пасхи до Троицы / составитель Елена Зубкова. — 4-е изд. — М.: Вольный странник, 2025. — 318 с. — ISBN 978-5-00178-229-2. — 5000 экз.
- Радость покаяния: цитаты из проповедей и бесед / составитель Елена Зубкова. — Печоры : Свято-Успенский Псково-Печерский монастырь ; Москва : Вольный странник, 2023. — 334 с. — ISBN 978-5-00-178138-7. — 15000 экз.

Интервью
- «Власть над душами принадлежит единому Богу» : [Беседа с архимандритом Тихоном (Шевкуновым), наместником Моск. Сретенского ставропигиального монастыря] // Наш современник. — 2002. — № 5. — С. 3-11.
- Русская Православная Церковь на пороге исторического события. Интервью архимандрита Тихона (Шевкунова) газете «Труд» (№ 80 от 5 мая 2006 г.)
- Архимандрит Тихон: «Нельзя слепо копировать Запад». Русский перевод интервью архимандрита Тихона (Шевкунова) интернет-изданию Spiegel-Online, 26.07.2008
- Архимандрит Тихон (Шевкунов): «Идея коллаборационизма — угроза России»: [Синод Рус. православной церкви за рубежом (РПЦЗ) объявил перешедшего на сторону Гитлера генерала А. Власова патриотом России : беседа с наместником моск. Сретенского монастыря архимандритом Тихоном (Шевкуновым) об этом событии] / подгот. / Тихон; авт.ст. Б. Клин // Известия. — 2009. — 15 сент. — С. 1, 4.
- «Жизнь христианина — самое высокое в мире творчество» // Православие и современность. — 2010. — № 17 (33). — С. 35—39.
- Архимандрит Тихон (Шевкунов): «Любая книга священника — это часть его дела, его пастырского послушания»
- Архимандрит Тихон (Шевкунов): О воле Божией, современных монастырях, роскоши и скуке
- Архимандрит Тихон (Шевкунов): «Надо просто перестать бояться жизни»
- Бейлина Е. Архимандрит Тихон (Шевкунов): «Нечитающие читатели» и другие феномены нашей жизни // Университетская книга. — 2012. — № 9. — С. 22-26.
- Тихон Шевкунов: «Я лишь немного знаю Путина» Интервью архимандрита Тихона (Шевкунова) Зое Световой (14 ноября 2017)

## Фильмография
- 1989 — «Сказы матушки Фроси о монастыре Дивеевском» (документальный)[110].
- 2007 — «Псково-Печерская обитель» (документальный)[111].
- 2008 — «Гибель империи. Византийский урок» (публицистический)[112].
- 2009 — «Чижик-пыжик, где ты был? Фильм о взрослых проблемах наших детей». Проект «Общее дело»[113].
- 2010 — «Береги себя». Короткие фильмы антиалкогольной рекламы. Проект «Общее дело».
- 2010 — «Давайте выпьем!» Проект «Общее дело».
- 2013 — «Женский день». Проект «Общее дело».
- 2021 — «Гибель империи. Российский урок».